# Suan
Suan là một khu tự quản thuộc tỉnh Atlántico, Colombia. Thủ phủ của khu tự quản Suan đóng tại Suan Khu tự quản Suan có diện tích 42 ki lô mét vuông. Đến thời điểm ngày 28 tháng 5 năm 2005, khu tự quản Suan có dân số 9505 người.